# 希爾斯伯勒 (德克薩斯州)
希爾斯伯勒（英語：Hillsboro）是一個位於美國德克薩斯州希爾縣的城市。根據2010年美國人口普查，該地共人口74569人，而該地的面積約為26.60平方千米。同時該地也是希爾縣的縣治。

## 地理
希爾斯伯勒的座標為32°00′34″N 97°07′28″W / 32.00944°N 97.12444°W，而該地的平均海拔高度為29米（即95英尺）。